# Rasclet de Darwin
El rasclet de Darwin (Coturnicops notatus) és una espècie d'ocell de la família dels ràl·lids (Rallidae) que habita aiguamolls, sabanes humides, conreus (principalment d'arròs) de Sud-amèrica, localment al sud Colòmbia, oest de Veneçuela i Guyana, i des del sud del Brasil, el Paraguai i Uruguai fins al nord de l'Argentina.